# Герб Менделеевского района
Герб муниципального образования «Менделе́евский муниципальный район» Республики Татарстан Российской Федерации.
Герб утверждён Решением № 74 Совета Менделеевского муниципального района 5 марта 2007 года.
Герб внесён в Государственный геральдический регистр Российской Федерации под регистрационном номером 3151 и в Государственный геральдический реестр Республики Татарстан под № 103.

## Описание герба
«В серебряном поле лазоревая фигура, составленная из острия и столба, обременённая подвешенным на золотом ремешке серебряным стременем и под ним серебряной подковой двумя шипами вниз; по сторонам фигура сопровождена червлёными лилиями».

## Символика герба
Герб языком символов и аллегорий отражает природные, экономические и исторические особенности Менделеевского района.
Геральдическая фигура — острие, соединённое со столбом — очертаниями схожа с химическим сосудом (колбой). Это символизирует ведущую отрасль экономики района — химическую промышленность.

Герб рода Менделевых

Кроме этого, лазоревый цвет фигуры аллегорически указывает на большие водные просторы, играющие важную роль в жизни района, расположенного на берегах Камского водохранилища.
Цветок лилии символизирует природные богатства района, красоту здешних мест.
Стремя и подкова заимствованы из фамильного герба рода Менделеевых. Этими элементами подчёркивается уважение к историческому прошлому района, в частности к наследию великого учёного — Дмитрия Ивановича Менделеева, который здесь работал и именем которого назван город Менделеевск.
Золото — символ урожая, богатства, стабильности, уважения и интеллекта.
Серебро — символ ясности, открытости, примирения, невинности.
Красный цвет — символ мужества, силы и красоты, праздника.
Лазурь — символ возвышенных устремлений, чести, славы, преданности, бессмертия.

## История герба

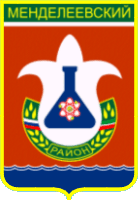
Герб Менделевского района (2006 год)

Первый герб Менделеевского муниципального района и Положение о нём были утверждены Решением Совета Менделеевского муниципального района Республики Татарстан от 23 января 2006 года. Герб имел следующее описание и обоснование символики:

«Герб Менделеевского муниципального района представляет собой по форме геральдический щит — общепринятая форма во всем мире.
В гербе использованы зелёный, белый, красный, синий цвета (цвета флагов РФ и РТ).
В верхней части геральдического щита на зелёном фоне золотыми буквами написано слово „Менделеевский“. Средняя часть герба отделена от верхней части белой полосой. На красном фоне выполнен силуэт цветка — лилии белого цвета, характерный и типичный для татарского, национального орнамента, характеризующий экологическую чистоту, красоту природы района.
На фоне лилии изображён силуэт химической колбы голубого цвета, символизирующий химическую промышленность, давшую процветание городу и району.
На фоне колбы изображён атом, символизирующий богатство района природными ресурсами (нефть, известняк, строительная глина, песок, минеральная вода и т. д.).
В нижней части лилии с обеих сторон изображён хлебный колос как символ, характеризующий сельскохозяйственную направленность района. На фоне колоса написано слово „район“. Слева от лилии помещена лента, символизирующая национальный флаг России, справа — лента, символизирующая национальный флаг Татарстана.
Нижняя часть отделена от средней волнами и имеет голубой фон. Это означает, что город и район расположены на берегу великой, могучей реки Кама, по территории района протекает река Тойма».

5 марта 2007 года решением Совета Менделеевского муниципального района был утверждён новый, ныне действующий герб Менделеевского района.
Идея герба района: Ильнур Миннуллин (Казань).
Доработка герба произведена Геральдическим советом при Президенте Республики Татарстан совместно с Союзом геральдистов России в составе:
Рамиль Хайрутдинов (Казань), Радик Салихов (Казань), Константин Мочёнов (Химки), Оксана Афанасьева (Москва), Вячеслав Мишин (Химки).